# Sleipnir

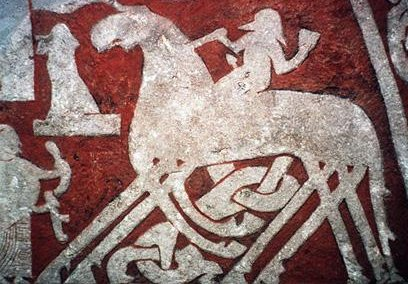
Sleipnir

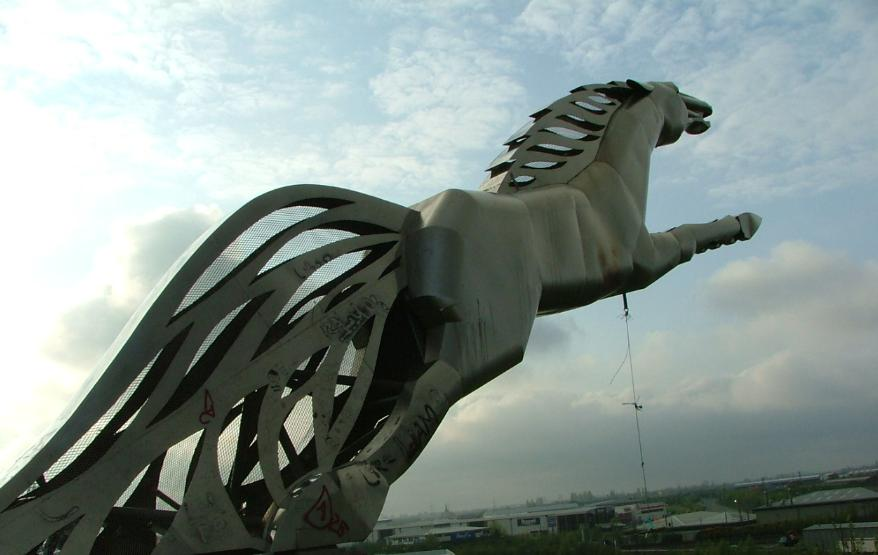
Standbeeld van Sleipnir, in Wednesbury (Engeland)

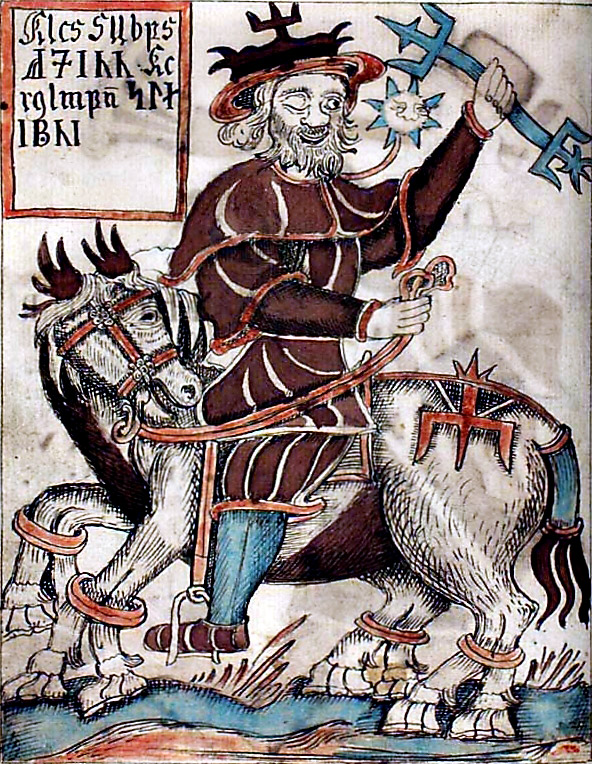
Odin rijdt op Sleipnir, 18e eeuw

Sleipnir is een achtbenige hengst uit de Noordse mythologie, immens sterk en het snelste paard dat er bestaat. Hij is het paard van Odin en droeg hem volgens de overlevering door de hemel en naar de onderwereld. Sleipnir is het kind van Loki en Svadilfari. Sleipnir zou IJsland hebben gemaakt tijdens zijn eerste voetstap hier op aarde.
Sleipnir zou later ook zijn 'zuster' Hel hebben gedood, maar wordt tijdens Ragnarok (einde der tijden) opgegeten door zijn 'broer' Fenrir, de reusachtige wolf. Al Loki's kinderen hebben één ding gemeen: het zijn monsters; hoewel Sleipnir het enige goede wezen is.
Odin zou Sleipnir later ook winnen tijdens een race met een reus.

## Geboorte van Sleipnir
Toen de dondergod Thor in het noorden reuzen aan het vernietigen was, kwam een vermomde vorstreus zich aanbieden in Asgaard. Op voorwaarde dat hij de zon en de maan krijgt en Freya tot zijn vrouw mag maken, zal hij in zes maanden tijd de vernielde muren van Asgaard herstellen. De goden gingen akkoord, ervan uitgaande dat deze reus die zware taak nooit op zo'n korte tijd zou kunnen volbrengen. Hierbij vroeg de vorstreus wel of hij hiervoor zijn paard, Svadilfari, mocht gebruiken. Loki was degene die hierop instemde, nog voor de andere goden konden antwoorden.
Toen de reus tot drie dagen voor tijd de burcht bijna klaar had - hij moest enkel de poort nog aanbrengen - waren de goden razend op Loki. Zo zouden zij immers de zon, de maan en Freya kwijtraken, en wilden Loki voor eeuwig folteren. Loki verzon echter een list. Hij veranderde zichzelf in een witte merrie en lokte Svadilfari weg van de vorstreus. Deze werd hierdoor zo kwaad, dat hij meteen de muren van Asgaard opnieuw begon af te breken. Op dit moment kwam Thor terug en sloeg de reus dood met zijn hamer Mjölnir.
Later baarde Loki Sleipnir, de afstammeling van zowel Loki als het paard Svadilfari.

Sleipnir op een militair wapen van Zweden

## Trivia
- Een roestvaststalen beeld van Sleipnir is te vinden in het Engelse Wednesbury (=Wodans heuvel). Het beeld is vervaardigd door beeldend kunstenaar Steve Field.
- De schimmel van Sinterklaas is volgens sommigen beïnvloed door Sleipnir.[1] Dit wordt vaak aangehaald als argument voor de theorie dat Sinterklaas geïnspireerd is op Wodan.